# Augustine Mahiga
Augustine Mahiga wł. Augustine Philip Mahiga (ur. 28 sierpnia 1945 w Dar es Salaam, zm. 1 maja 2020 w Dodomie) – tanzański dyplomata i polityk. 

## Kariera polityczna
Był dyplomatą Tanzanii oraz ministrem kilku resortów w różnych latach w tym: ministrem sprawiedliwości i spraw konstytucyjnych w latach 2019–2020 oraz ministrem spraw zagranicznych w latach 2015–2019. Wcześniej pełnił funkcję stałego przedstawiciela Tanzanii przy ONZ w latach 2003–2010 oraz specjalnego przedstawiciela ONZ i szefa Biura Politycznego ONZ dla Somalii w latach 2010–2013. 
W grudniu 2015 roku został nominowany na posła do Parlamentu przez prezydenta Johna Magufuliego, a następnie mianowany do gabinetu ministrem spraw zagranicznych. 

## Śmierć
Mahiga zmarł po krótkiej chorobie w Dodomie 1 maja 2020 roku w wieku 74 lat.